# 奥特拉达湾
奥特拉达湾（俄语：Бухта Отрада），前称小窑子沟湾，是彼得大帝湾的海湾，属滨海边疆区纳霍德卡城区，位于特鲁德内半岛西海岸，位于纳霍德卡市区西6公里到7公里处。在它附近曾有一个金矿。